# Manom
Manom (fràncic lorenès Monuwen) és un municipi francès situat al departament del Mosel·la i a la regió del Gran Est. L'any 2007 tenia 2.630 habitants.

## Demografia

### Població
El 2007 la població de fet de Manom era de 2.630 persones. Hi havia 1.048 famílies, de les quals 256 eren unipersonals (104 homes vivint sols i 152 dones vivint soles), 316 parelles sense fills, 392 parelles amb fills i 84 famílies monoparentals amb fills.
La població ha evolucionat segons el següent gràfic:
Habitants censats

### Habitatges
El 2007 hi havia 1.135 habitatges, 1.079 eren l'habitatge principal de la família, 1 era una segona residència i 55 estaven desocupats. 815 eren cases i 313 eren apartaments. Dels 1.079 habitatges principals, 721 estaven ocupats pels seus propietaris, 342 estaven llogats i ocupats pels llogaters i 16 estaven cedits a títol gratuït; 21 tenien una cambra, 82 en tenien dues, 109 en tenien tres, 206 en tenien quatre i 661 en tenien cinc o més. 914 habitatges disposaven pel capbaix d'una plaça de pàrquing. A 423 habitatges hi havia un automòbil i a 574 n'hi havia dos o més.

### Piràmide de població
La piràmide de població per edats i sexe el 2009 era:
| Homes | Edats   | Dones |
| ----- | ------- | ----- |
| 0     | 95 o +  | 0     |
| 0     | 90 a 94 | 4     |
| 0     | 85 a 89 | 12    |
| 16    | 80 a 84 | 12    |
| 40    | 75 a 79 | 36    |
| 36    | 70 a 74 | 52    |
| 48    | 65 a 69 | 52    |
| 60    | 60 a 64 | 72    |
| 72    | 55 a 59 | 56    |
| 84    | 50 a 54 | 68    |
| 108   | 45 a 49 | 124   |
| 156   | 40 a 44 | 152   |
| 136   | 35 a 39 | 140   |
| 52    | 30 a 34 | 84    |
| 68    | 25 a 29 | 72    |
| 88    | 20 a 24 | 76    |
| 108   | 15 a 19 | 140   |
| 108   | 10 a 14 | 108   |
| 60    | 5 a 9   | 112   |
| 76    | 0 a 4   | 48    |

## Economia
El 2007 la població en edat de treballar era de 1.854 persones, 1.386 eren actives i 468 eren inactives. De les 1.386 persones actives 1.300 estaven ocupades (680 homes i 620 dones) i 86 estaven aturades (46 homes i 40 dones). De les 468 persones inactives 138 estaven jubilades, 178 estaven estudiant i 152 estaven classificades com a «altres inactius».

### Ingressos
El 2009 a Manom hi havia 1.090 unitats fiscals que integraven 2.659 persones, la mediana anual d'ingressos fiscals per persona era de 22.302 €.

### Activitats econòmiques
Dels 101 establiments que hi havia el 2007, 1 era d'una empresa extractiva, 3 d'empreses alimentàries, 5 d'empreses de fabricació d'altres productes industrials, 17 d'empreses de construcció, 26 d'empreses de comerç i reparació d'automòbils, 1 d'una empresa de transport, 7 d'empreses d'hostatgeria i restauració, 1 d'una empresa d'informació i comunicació, 2 d'empreses financeres, 7 d'empreses immobiliàries, 10 d'empreses de serveis, 12 d'entitats de l'administració pública i 9 d'empreses classificades com a «altres activitats de serveis».
Dels 28 establiments de servei als particulars que hi havia el 2009, 1 era una oficina bancària, 4 tallers de reparació d'automòbils i de material agrícola, 2 autoescoles, 1 paleta, 1 guixaire pintor, 2 fusteries, 3 lampisteries, 1 electricista, 2 empreses de construcció, 5 perruqueries, 5 restaurants i 1 agència immobiliària.
Dels 14 establiments comercials que hi havia el 2009, 1 era un hipermercat, 1 una botiga de més de 120 m², 4 fleques, 1 una fleca, 1 una peixateria, 2 botigues de roba, 1 una botiga de roba, 1 una botiga d'equipament de la llar, 1 una botiga de mobles i 1 una perfumeria.
L'any 2000 a Manom hi havia 5 explotacions agrícoles.

## Equipaments sanitaris i escolars
L'únic equipament sanitari que hi havia el 2009 era una farmàcia.
El 2009 hi havia una escola elemental.

## Poblacions més properes
El següent diagrama mostra les poblacions més properes.